# Alaungsithu

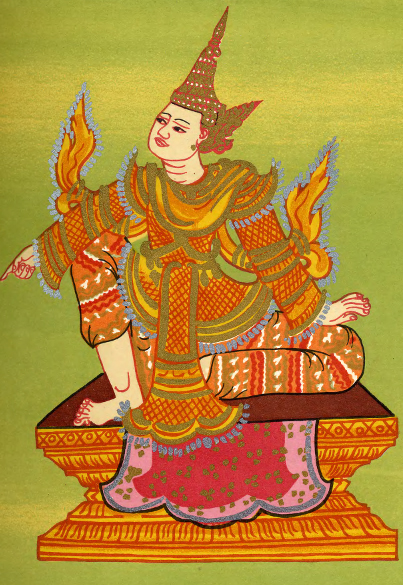
Alaungsithu sous la forme du Nat Min Sithu

Alaungsithu (အလောင်းစည်သူ); 13 décembre 1089 - 1167) fut le quatrième roi de Pagan, en Birmanie (Union du Myanmar). Il descendait du fondateur du royaume, Anawrahta, par ses deux grands-pères : Son grand-père paternel était Sawlu, deuxième roi de Pagan, et son grand-père maternel Kyanzittha, troisième roi de Pagan.
Il passa le début de son très long règne (1112-1167) à réprimer des révoltes, particulièrement dans le Tenasserim et le nord de l'Arakan. Une inscription en pâli trouvée à Mergui prouve que le Tenasserim était alors vassal du royaume de Pagan. Dans le nord de l'Arakan, un usurpateur avait expulsé l'héritier légitime, qui s'était réfugié à Pagan, où il était mort. Son fils, grâce à l'aide d'Alaungsithu, put rentrer dans ses possessions.
Alaungsithu voyagea énormément parmi ses provinces, construisant de nombreuses édifices religieux ; ces pèlerinages forment le thème essentiel des chroniques de son règne. Il fit même rénover à ses frais le Temple de la Mahabodhi de Bodh-Gaya (en Inde). Mais il négligea l'administration, et il y eut apparemment de sérieux désordres durant ses longues absences de la capitale.
Son zèle bouddhiste trouva son couronnement dans l'élévation du temple du Thatbyinnyu, consacré en 1144. Cette construction, proche du temple de l'Ananda, est bâtie sur une plate-forme de 20 m, ce qui lui permet de culminer à près de 65 m : c'est le plus haut monument de Pagan. Dédié à la "Thathâgata" (une des épithètes du Bouddha), le Thatbyinnyu abrite une grande statue du bouddha assis.
Dans sa vieillesse, Alaungsithu fut victime d'un complot fomenté par trois de ses fils. Alors qu'il était malade dans le temple du Shwegûgyi, son fils Narathu l'étouffa pour s'emparer du trône.
Cette mort violente lui valut de devenir un des 37 Nats (esprits) vénérés en Birmanie en plus du Bouddhisme, sous le nom de Min Sithu (Roi Sithu).